# Wim Stroetinga
Willem „Wim“ Stroetinga (* 23. Mai 1985 in Drachten) ist ein ehemaliger niederländischer Radrennfahrer, der auf Bahn und Straße aktiv war.

## Sportliche Laufbahn
2002 wurde Wim Stroetinga Junioren-Weltmeister im Scratch, im Jahr darauf Junioren-Europameister im Punktefahren. 2004 errang er seinen ersten nationalen Titel und wurde niederländischer Meister im Scratch; diesen Erfolg konnte er in den folgenden Jahren mehrfach wiederholen. 2008 wurde er Europameister im Omnium
Ab 2005 fuhr Stroetinga für das niederländische Radsportteam Löwik Meubelen und startete seitdem auch zunehmend auf der Straße, wobei er für verschiedene Mannschaften fuhr, darunter 2009 und 2010 für das deutsche UCI ProTeam Team Milram. 2011 gewann er die Ronde van Midden-Nederland und 2012 als größten Karriereerfolg auf der Straße den Nationale Sluitingsprijs. Bis 2015 entschied er insgesamt 13 Etappen der Olympia’s Tour für sich, bei der er zudem 2014 Zweiter der Gesamtwertung wurde.
Zudem errang er 14 nationale Titel auf der Bahn (bis 2016). Er gewann sieben Sechstagerennen: 2012 und 2020 in Rotterdam mit Peter Schep bzw. Yoeri Havik, 2014 Bremen mit Leif Lampater, 2017, 2018 und 2020 in Berlin mit Havik bzw. Moreno De Pauw sowie 2018 in London mit Havik.
Bei internationalen Bahnmeisterschaften war Stroetinga ebenfalls erfolgreich. 2008 wurde er Europameister im Omnium. Im Scratch gewann er jeweils Bronze bei den Weltmeisterschaften 2012 sowie den Europameisterschaften 2012 und 2016.
2016 wurde Stroetinga für die Teilnahme an den Olympischen Spielen in Rio de Janeiro nominiert. Er startete mit Joost van der Burg, Jan-Willem van Schip und Nils van ’t Hoenderdaal in der Mannschaftsverfolgung, doch wegen eines Sturzes konnte sich der niederländische Vierer nicht platzieren.
Im September 2020 gab Stroetinga das Ende seiner Sportkarriere bekannt.

## Berufliches
Nach dem Ende seiner eigenen aktiven Karriere übernahm Stroetinga den Posten eines Sportdirektors beim niederländischen Frauenteam NXTG Racing.

## Erfolge
| 2005 - eine Etappe OZ Wielerweekend 2006 - eine Etappe Olympia’s Tour 2011 - drei Etappen Olympia’s Tour - Ronde van Midden-Nederland 2012 - eine Etappe Ronde van Overijssel - eine Etappe Olympia’s Tour - Nationale Sluitingsprijs 2013 - eine Etappe Olympia’s Tour 2014 - Zuid Oost Drenthe Classic - vier Etappen Olympia’s Tour - Ronde van Midden-Nederland 2015 - Himmerland Rundt - drei Etappen Olympia’s Tour 2016 - eine Etappe Ster ZLM Toer - Niederländische Meisterschaft – Straßenrennen | 2002 - Weltmeister – Scratch (Junioren) 2003 - Europameister – Punktefahren (Junioren) - Niederländischer Meister – Keirin (Junioren) 2004 - UIV Cup – Amsterdam - Niederländischer Meister – Scratch 2005 - Weltcup Sydney – Scratch - Niederländischer Meister – Scratch 2006 - Europameister – Scratch (U23) - Niederländischer Meister – Scratch - Niederländischer Meister – Madison 2007 - Niederländischer Meister – Madison 2008 - Europameister – Omnium - Weltcup Manchester – Scratch - Niederländischer Meister – Einerverfolgung - Niederländischer Meister – Punktefahren - Niederländischer Meister – Madison (mit Peter Schep) - Niederländischer Meister – Scratch 2012 - Sechstagerennen von Rotterdam (mit Peter Schep) - Weltmeisterschaften – Scratch - Niederländischer Meister – Punktefahren 2013 - Niederländischer Meister – Madison (mit Jens Mouris) 2014 - Bremer Sechstagerennen (mit Leif Lampater) 2015 - Niederländischer Meister – Punktefahren, Einerverfolgung 2016 - Europameisterschaft – Scratch 2017 - Berliner Sechstagerennen (mit Yoeri Havik) - Niederländischer Meister – Madison (mit Yoeri Havik) 2018 - Berliner Sechstagerennen (mit Yoeri Havik) - Londoner Sechstagerennen (mit Yoeri Havik) - Niederländischer Meister – Madison (mit Yoeri Havik) 2019 - Europameisterschaft – Scratch - Niederländischer Meister – Madison (mit Yoeri Havik) 2020 - Sechstagerennen von Rotterdam (mit Yoeri Havik) - Berliner Sechstagerennen (mit Moreno De Pauw) |